# Tarcenay
Tarcenay ist eine Ortschaft und eine ehemalige französische Gemeinde mit zuletzt 1015 Einwohnern (Stand 2016) im Département Doubs in der Region Bourgogne-Franche-Comté. Sie gehörte zum Arrondissement Besançon und zum Kanton Ornans.
Mit Wirkung vom 1. Januar 2019 wurden die früher selbstständigen Gemeinden Tarcenay und Foucherans zur Commune nouvelle Tarcenay-Foucherans zusammengeschlossen, denen in der neuen Gemeinde der Status einer Commune déléguée jedoch nicht zuerkannt wurde. Der Verwaltungssitz befindet sich im Ort Tarcenay.

## Geographie
Tarcenay liegt auf 479 m über dem Meeresspiegel, etwa elf Kilometer südöstlich der Stadt Besançon (Luftlinie). Das Dorf erstreckt sich im Jura, leicht erhöht am südlichen Rand des ersten Plateaus zwischen der Jura-Randkette im Norden und dem Rocher de Punay im Süden.
Das Gebiet umfasst einen Abschnitt der Schichtstufenlandschaft des westlichen französischen Juras. Der Hauptteil wird vom Plateau von Tarcenay eingenommen, das durchschnittlich auf 460 m liegt. Es ist teils von Acker- und Wiesland, teils von Wald bestanden. Der Charmont (500 m) inmitten des Plateaus ist ein Zeugenberg. Das gesamte Plateau besitzt außer ein paar kurzen Rinnsalen keine oberirdischen Fließgewässer, weil das Niederschlagswasser im verkarsteten Untergrund versickert. Die Landschaft ist durch verschiedene Karstphänomene wie Dolinen, bedeckte Karrenfelder, Höhlen und Schächte geprägt. Eine Geländestufe von ungefähr 80 Meter Höhe leitet nach Süden und Osten zur nächsthöheren Schichtstufe über. Hier wird mit 565 m die höchste Erhebung von Tarcenay erreicht. Die südliche Abgrenzung liegt oberhalb des Steilabfalls zum Ravin du Puits Noir, einem rechten Seitental der Loue. Nach Norden erstreckt sich das Areal über das Plateau bis an den Rand des Sumpfgebietes Marais de Saône.
Zu Tarcenay gehören neben dem eigentlichen Ort auch verschiedene Weiler und Einzelhöfe, darunter:
- Les Cloutiers (457 m) auf dem Plateau am Rand des Bois l’Essart
- La Baraque des Violons (445 m) auf dem Plateau westlich des Gros Mont
- Les Rubis (462 m) auf dem Plateau am Rand des Bois l’Essart
- Bois-Vielle (460 m) auf einer Anhöhe am nördlichen Rand des Plateaus

Nachbarorte von Tarcenay sind La Vèze und Saône im Norden, Le Gratteris und Foucherans im Osten, Scey-Maisières im Süden sowie Malbrans und Les Monts-Ronds im Westen.

## Geschichte
Die erste urkundliche Erwähnung von Tarcenay erfolgte unter dem Namen Terceniacus. Wahrscheinlich wurde die Kirche schon im Jahr 896 von Erzbischof Bérenger von Besançon gegründet. Im Mittelalter bildete Tarcenay eine eigene Herrschaft, die unter der Oberhoheit des Domkapitels von Besançon stand. Zusammen mit der Franche-Comté gelangte das Dorf mit dem Frieden von Nimwegen 1678 an Frankreich. Zuletzt war Tarcenay Mitglied des Gemeindeverbandes Communauté de communes du Pays d’Ornans.

## Sehenswürdigkeiten

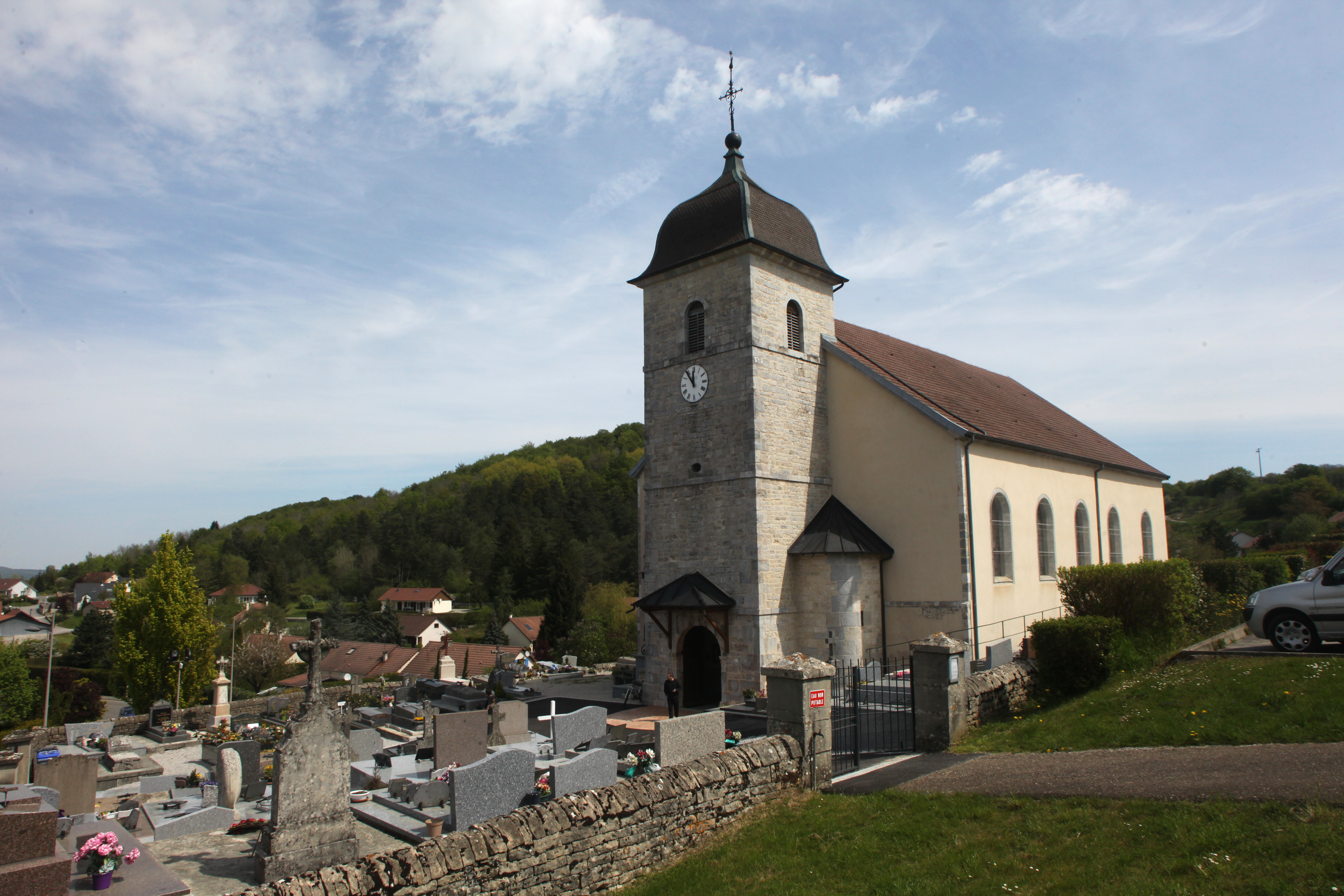
Kirche Saint-Martin

Die heutige Dorfkirche Saint-Martin in Tarcenay wurde im 19. Jahrhundert erbaut. Vom ehemaligen Château de La Tour sind nur noch wenige Spuren sichtbar. Im Ortskern sind zahlreiche Bauernhäuser im charakteristischen Stil der Franche-Comté aus dem 17. bis 19. Jahrhundert erhalten. Auf dem Gipfel des Charmont befindet sich eine Statue der Heiligen Jungfrau.

## Bevölkerung
| Bevölkerungsentwicklung | Bevölkerungsentwicklung |
| Jahr                    | Einwohner               |
| ----------------------- | ----------------------- |
| 1962                    | 342                     |
| 1968                    | 316                     |
| 1975                    | 363                     |
| 1982                    | 462                     |
| 1990                    | 588                     |
| 1999                    | 628                     |
| 2006                    | 828                     |
| 2016                    | 1015                    |

Nachdem die Einwohnerzahl in der ersten Hälfte des 20. Jahrhunderts deutlich abgenommen hatte (1886 wurden noch 482 Personen gezählt), wurde seit Beginn der 1970er Jahre wieder ein markantes Bevölkerungswachstum verzeichnet.

## Wirtschaft und Infrastruktur
Tarcenay war bis weit ins 20. Jahrhundert hinein ein durch die Landwirtschaft (Ackerbau, Obstbau und Viehzucht) und die Forstwirtschaft geprägtes Dorf. Daneben gibt es heute einige Betriebe des lokalen Kleingewerbes. Mittlerweile hat sich das Dorf auch zu einer Wohngemeinde gewandelt. Viele Erwerbstätige sind Wegpendler, die in den größeren Ortschaften der Umgebung ihrer Arbeit nachgehen.
Die Ortschaft ist verkehrstechnisch gut erschlossen. Sie liegt an der Hauptstraße D67, die von Besançon nach Ornans führt. Weitere Straßenverbindungen bestehen mit Les Monts-Ronds und Trépot.